# Нижнекугоейский
Нижнекугоейский — посёлок в Зерноградском районе Ростовской области России.
Входит в состав Гуляй-Борисовского сельского поселения.

## География

### Улицы
- ул. Береговая,
- ул. Лесная,
- ул. Мира,
- ул. Молодёжная,
- ул. Специалистов,
- пер. Краснодарский.

## История
Хутор «Нижнекугоейский», бывший совхоз «Победа», а затем посёлок «Южный» — некогда имел в своем хозяйстве МТФ (молочно-товарную ферму), МТС (машинно-тракторную станцию со своим гаражным хозяйством), плодово-ягодные угодья, пасеку, ставок (пруд для выращивания рыб), и т. д.
В социальную систему совхоза входили: школа (с интернатом-общежитием для детей с отдаленных хуторков), детсад-ясли, продуктовый и промтоварный магазины (отдельно), почта-телеграф, общественная баня. Лес в пойме реки (барский парк до революции), и лес с севера хутора высаженный школьниками 1950-х—1960-х годов, живописные луга и неспешная река дополняли общую картину. В хуторе было не более 50 дворов.
В 1987 г. указом ПВС РСФСР поселку центральной усадьбы совхоза «Победа» присвоено наименование Нижнекугоейский.

## Население
| 2010 |
| ---- |
| 198  |